# Sarah Parsons
Sarah Grace Parsons z domu Wilhite (ur. 30 lipca 1995 w Eden Prairie) – amerykańska siatkarka, reprezentantka kraju, grająca na pozycji przyjmującej. 

## Sukcesy klubowe
Mistrzostwa NCAA:
- 2016, 2017

Mistrzostwo Niemiec:
- 2019

Mistrzostwo Japonii:
- 2023[5]

## Sukcesy reprezentacyjne
Puchar Panamerykański:
- 2018
- 2023[6]

Liga Narodów:
- 2021